# Гітара Ворра

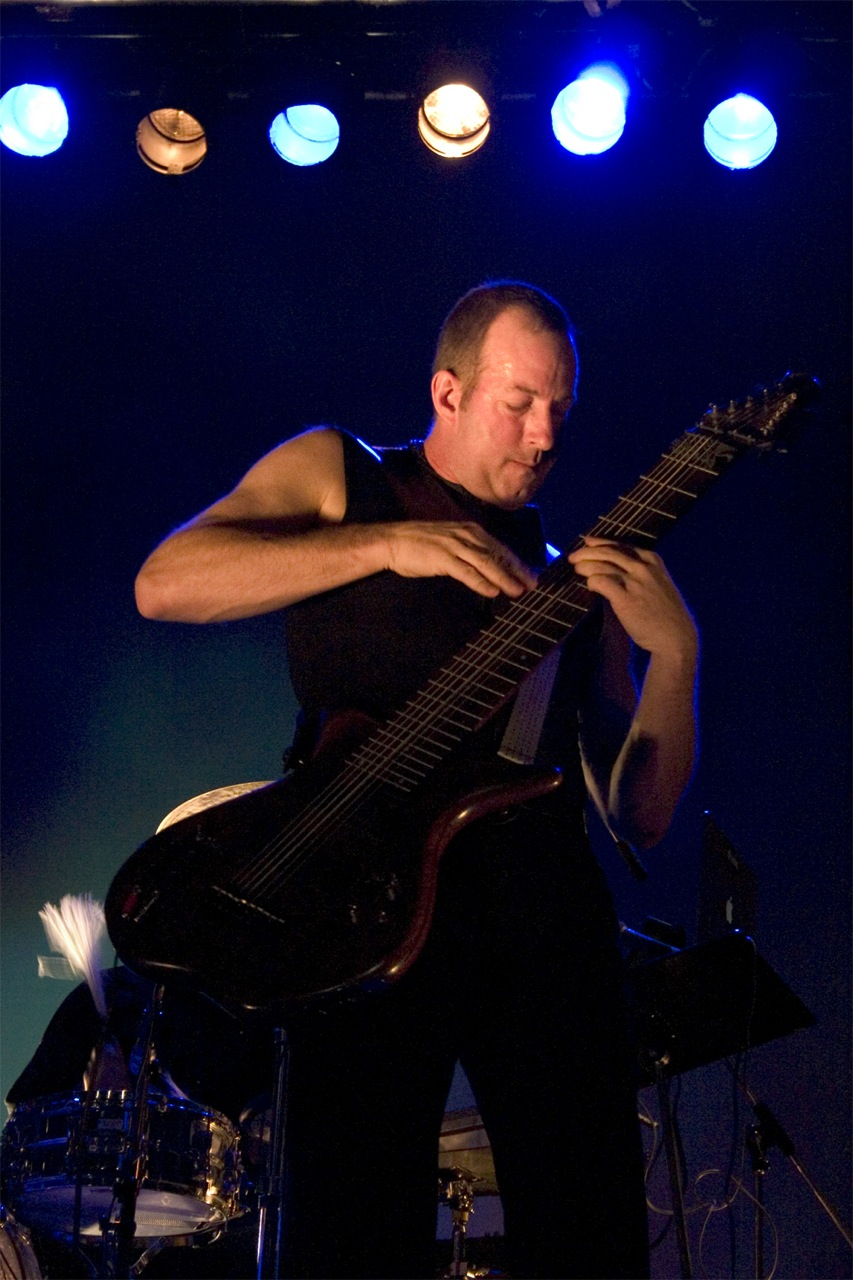
Трей Ганн грає на гітарі Ворра на фестивалі Tampere Jazz Happening 2005

Гітара Ворра (англ. Warr Guitar) — американська сенсорна гітара. Цей інструмент поєднує в собі бас і мелодійні струни на одному грифі. Перекинувши через плече, як традиційну гітару, гітару Ворра можна змінити у вертикальне положення для гри тепінгом, як у Chapman Stick, або горизонтально. Вона призначена для гри двома руками тепінгом або гри на струнах. Гітара Ворра може мати від 7 до 14 струн.
Відомими гравцями на гітарі Ворра є Трей Ганн, колишній учасник прогресивного рок-гурту King Crimson і Колін Марстон з гурту «Behold... The_Arctopus».

Трей Ганн про гітару Ворра:
Це важко пояснити, але для мене гітара Ворра — це як 10 різних інструментів поруч один з одним. І для багатьох речей іноді достатньо лише однієї струни.